# Batalha de Logandème
A Batalha de Logandème  (18 de maio de 1859) foi uma revolta liderada pelo rei sererê Maade a Sinigue Cumba Andofene Famaque Jufe, rei de Sine, contra o Império Francês. A batalha ocorreu em Logandème (em Fatick ) que fazia parte de Sine na época. A batalha também foi um ataque de vingança contra os sererês após sua retumbante vitória contra a França na Batalha de Jilas (ou Tilas) em 13 de maio de 1859. Foi a primeira vez que a França decidiu empregar balas de canhão no Senegâmbia (região ocidental da África).

## Contexto
Após a derrota da rainha Andate Iala Amboje de Ualo em 1855, Louis Faidherbe decidiu lançar guerras contra os reinos sererês de Sine e Saloum, declarou nulos e sem efeito todos os tratados assinados anteriormente entre os dois reinos e a França e pediu a estabelecimento de novos tratados nos termos de Faidherbe. De acordo com estudiosos como Klein, isso foi um grande erro por parte dos franceses, porque abriu o caminho para os futuros reis sererês usarem a mesma tática contra os franceses, em particular Maade a Sinigue Sanmum Faie, o sucessor de Maade Cumba Andofene Famaque em 1871. A revogação dos excessivos direitos aduaneiros tradicionais pagos pelos mercadores franceses à Coroa, a recusa dos reis sererês em que os franceses comprassem e possuíssem terras nos países sererês ou construíssem em alvenaria (ver Maade a Sinigue Ama Jufe Gnilane Faie Jufe) foram todos fatores que contribuíram para esta guerra. No entanto, a retumbante vitória dos sererês contra os franceses na Batalha de Jilas em 13 de maio de 1859 foi um fator chave.
Esta batalha foi a primeira vez que os franceses tomaram a decisão de empregar balas de canhão na Senegâmbia para vingar sua derrota humilhante na Batalha de Jilas (13 de maio de 1859). Foi também nesta batalha que o governador Faidherbe mostrou respeito aos seus inimigos (os sererês) ao dizer: "Essas pessoas, nós os matamos, mas não os desonramos". Ele disse ao comandante francês de Goreia, Pinet Laprade. Após a independência do Senegal, essa citação foi adotada pelo presidente Léopold Sédar Senghor como o lema do Exército Nacional do país: "Você pode nos matar, mas não pode nos desonrar".
Em maio de 1859, Faidherbe chegou a Goreia (Gorée) com 200 tirailleurs (corpo de infantaria colonial) e 160 fuzileiros navais. Ele então reuniu a guarnição de Goreia, o povo de Goreia, Rufisque e o povo lebus de Dacar para lutar contra os sererês de Sine em vingança da vitória de Cumba Andofene e Sanmum Faie contra Pinet-Laprade no início daquele ano em Tilas. Em uma carta enviada a Paris sobre como ele supostamente conseguiu obter o apoio dos uolofes e do povo Lebou, ele relata:
"Disse-lhes que eram franceses e que, por isso, tinham que pegar em armas para se juntar a nós e participar da expedição que vamos fazer contra seus vizinhos para obter reparação pelos males que essas pessoas nos fizeram" 
De Rufisque, as forças aliadas francesas entraram em Joal, um dos principados do Reino de Sine. Em Joal, eles encontraram o Bumi (herdeiro) de Maade Cumba Andofene Famaque - Príncipe Sanmum Faie, que estava em patrulha com algumas das forças de Sine. Tomados de surpresa e totalmente ignorantes do que as forças francesas estavam fazendo no país dos sererês, ambos os lados abriram fogo. A força de patrulha do Sine foi forçada a recuar, mas dois deles foram capturados pelos franceses, e um deles foi encarregado da tarefa de transmitir a Maade Cumba Andofene Famaque Jufe que o exército francês estaria em Fatick em três dias. Fatick foi um dos principados mais importantes de Sine.

## A batalha
Na manhã de 18 de maio de 1859, os franceses finalmente chegaram a Fatick e tomaram suas posições. O exército de Sine, que havia sido mobilizado por jung-jung, montava guarda em Logandème. Por volta das 9 horas, o exército sererê atacou contra as forças francesas. Às 9h30, oprimido pelo poder militar francês, Maade a Sinigue Cumba Andofene Famaque Jufe e suas forças foram forçados a recuar. Em poucos minutos, o rei de Sine e sua cavalaria retornaram ao campo de batalha. No entanto, eles foram incapazes de quebrar as fileiras francesas e foram derrotados. Após a vitória francesa, o governador Louis Faidherbedeu a ordem para que Fatick e suas aldeias vizinhas fossem queimadas. Faidherbe afirmou que 150 homens sererês-Sine foram:
"mortos ou feridos, em contrapartida a força francesa tinha apenas cinco feridos".
O governo francês em Paris criticou Faidherbe por realizar uma expedição militar sem notificá-los. Em resposta a esta crítica, Faidherbe afirmou que ele só ocupava uma área que pertencia à França desde 1679. De acordo com estudiosos como Klein, Faidherbe estava brincando com as palavras e estava fazendo uma política básica no Senegal, o que resultou em uma ocupação de uma área que nunca pertenceu à França. Nem o Reino do Sine nem nenhuma de suas províncias pertenceram aos franceses.

## Consequências
Após sua derrota em Logandème e as subsequentes ocupações de algumas das províncias de Sine pelos franceses, Maade Cumba Andofene Famaque foi forçado a um tratado que considerou inaceitável. Parte desse tratado incluía: garantir a liberdade do comércio francês, permitir aos franceses o monopólio do comércio, dar aos comerciantes franceses o direito de comprar terras e construir em alvenaria, os impostos pagos ao Sine seriam de apenas 3% de imposto de exportação e os súditos franceses eram para ser julgado em tribunais franceses.

Maade Cumba Andofene Famaque considerou o tratado injusto e concluiu que os franceses estavam tentando minar sua soberania. Historiadores como Klein e Diouf postulam que o rei do Sine ainda não estava pronto para entregar seu país aos franceses, apesar das diretrizes francesas. Em 8 de julho de 1860, ele escreveu uma carta ao comandante de Goreia que dizia:
Você quer tomar Fadioudj, Mbourdiam e Ndiouk à força. Se você me impedir de ter essas três aldeias, mataremos todos os brancos que vierem ao nosso país…. Se você pegar Diavalo (Joal), Fadiuje (Fadiute) e Andiuque, haverá uma grande guerra entre nós.

— Maade Cumba Andofene Famaque Jufe
As ameaças de Maade Cumba Andofene Famaque pouco fizeram para impedir o domínio francês no Senegal. No entanto, algumas de suas ações prejudicaram seriamente a base econômica da França no Senegal, embora temporariamente, e o dano foi muito caro para a administração francesa reparar. Para forçar os franceses a ceder às suas exigências que incluíam a cobrança de impostos e a recuperação dessas províncias, o Maade a Sinigue ordenou que todo o movimento de gado para Joal fosse interrompido. O gado tinha como destino Dacar. Os campos de amendoim, que eram um grande gerador de renda para os franceses, juntamente com a infraestrutura de transporte, foram destruídos. Isso foi seguido por uma campanha de assédio aos comerciantes franceses em Fatick.
A destruição dos campos de amendoim não afetou apenas os franceses, mas também os agricultores sererês que suportaram o peso dessas guerras. No entanto, impediu que os agricultores de Sine se tornassem excessivamente dependentes dos costumes franceses, ao contrário de Caior (maior reino do antigo Império Uolofe), cujos agricultores eram fortemente dependentes da França após a fome de Caior em 1863 e 1864, e Faiderbe concedendo empréstimos aos agricultores de Caior para comprar sementes que aumentaram o cultivo de amendoim lá, mas também os forçou a serem excessivamente dependentes da França.

"Os franceses trataram a visita de Cumba Andofene (Maade a Sinigue Cumba Andofene Famaque Jufe) como outro exemplo de roubo tyeddo (animista), mas é mais provável que tenha sido outra tentativa do Bur (Rei, o Maade a Sinigue) para mostrar aos franceses que ele poderia ser um amigo valioso ou um inimigo potente. A exigência de Cumba Andofene era simples: claro reconhecimento da supremacia do Bur (Rei) dentro de Sine."

Martin A. Klein 
O Reino de Salum, sob o reinado de Maade Salum Samba Laobe Latsoca Jogope Faal, sofreu uma campanha militar semelhante pelos franceses. Inspirado pelas ações de Maade Cumba Andofene Famaque, o Rei de Salum fez o mesmo. Em outubro de 1863, o rei do Sine ainda estava tentando recuperar as províncias perdidas, particularmente Joal, que era extremamente importante para Maade Cumba Andofene, porque Joal era um grande centro comercial como atestado por David Boilat em "Esquisses Senegalaises" (1853).
A conquista francesa de Joal foi um duro golpe para Maade Cumba Andofene Famaque, não apenas economicamente, mas também em termos de defesa. Economicamente, Joal contribuiu imensamente para a receita do país. As jihads lideradas pelos marabus muçulmanos como Maba Diakhou Bâ estavam a invadir o Sine. Como o Sine não dependia de armas francesas nem de assistência militar francesa, Joal era a única porta de entrada para Maade Cumba Andofene Famaque comprar armas dos britânicos na Gâmbia para defender o seu país de qualquer ameaça potencial que os marabus muçulmanos pudessem fazer. lançamento em Siné. Pela conquista francesa de Joal, eles cortaram a única rota disponível para Maade Cumba Andofene adquirir armas dos britânicos e defender suas fronteiras.
A conquista francesa de partes do Sine, Joal em particular, não só beneficiou os franceses, mas também o movimento marabu do século 19 que estava comprando armas dos britânicos na Gâmbia via Salum, e dependia fortemente das armas britânicas, embora a vitória de Maade Cumba Andofene Famaque contra os marabutos na Batalha de Fandane-Tiutiune (18 de julho de 1867). Maade a Sinigue Cumba Andofene Famaque Jufe viu os franceses como o maior inimigo e ameaça do que Maba Diakhou Bâ. Nos doze anos seguintes, desde sua derrota em Logandème por Faidherbe, ele continuamente tentou lutar contra os franceses. Em agosto de 1871, ele deixou sua capital para Joal para tomá-la, mas foi morto pelos franceses.